# یواس‌اس اس‌سی-۲۷
یواس‌اس اس‌سی-۲۷ (به انگلیسی: USS SC-27) یک زیردریایی بود که طول آن ۱۱۰ فوت (۳۴ متر) بود. این زیردریایی در سال ۱۹۱۷ ساخته شد.